# Gaite Jansen
Gaite Sara Kim Jansen (Róterdam, 25 de diciembre de 1991) es una actriz de cine, teatro y televisión neerlandesa.

## Carrera
Jansen cursó estudios de actuación en la Academia de Artes Dramáticas Maastricht. En 2014 hizo su debut en las tablas interpretando a Ofelia en la obra Hamlet vs. Hamlet, dirigida por Guy Cassiers. En 2015 protagonizó la película Greenland. Interpretó a una chica con tendencias suicidas en In Therapie, versión holandesa de BeTipul en 2010. Fue nominada en la categoría de mejor actriz en los premios Gouden Kalf en 2012 por su papel en la película 170 Hz, donde interpretó a una joven sorda.
Jansen también interpretó el papel de la Duquesa Tatiana Petrovna en la tercera temporada de la popular serie de televisión de la BBC Peaky Blinders.
En 2017 encarnó a Hana Raznikova en la serie británica Line of Duty.
En 2023 interpretó el papel de Luna en la película Final feliz (Happy Ending) dirigida por Joosje Duk.